# Celestino Peroglio
Celestino Peroglio (Palestro, 1824 – Bologna, 1909) è stato un geografo e patriota italiano, gran maestro del Grande Oriente d'Italia tra il 1863 ed il 1864.
Nell'ottobre 1859 fu con altre sette massoni, tra i quali Filippo Delpino e Livio Zambeccari, uno dei fondatori della loggia torinese "Ausonia", costituitasi poi nel nuovo "Grande Oriente d'Italia" (dicembre 1859). Fu gran maestro del Grand'Oriente d'Italia  dal 6 agosto 1863 al 24 maggio 1864, succedendo a Filippo Cordova.
Docente di storia e geografia, Peroglio fu uno tra i fondatori insieme ad alcuni professori tra cui Esdra Pontremoli, della prima scuola tecnica italiana a Vercelli (1854), denominata in seguito "Istituto tecnico Cavour". A Torino fondò il "Circolo geografico italiano", il quale era un circolo privato le cui finalità erano divulgative e tese a promuovere le esplorazioni geografiche. Insegnò in seguito in diverse università italiane, tra le quali quella di Bologna, città nella quale morì nel 1909.
Peroglio fu un patriota, avendo preso parte alle guerre di indipendenza ed essendo stato garibaldino.